# 坏孩子的天空
《坏孩子的天空》（キッズ・リターン，Kids Return），由日本電影導演北野武在摩托车车祸后执导的一部讲述青春的作品。在1996年上映。1998年台灣金馬影展放映的譯名為《恣在年少》，2000年在台灣院線放映時譯名改為《勇敢第一名》。
此片為日本演員安藤政信的出道作品，他之前是一名模特，但被北野武相中演出此片。

## 故事
新志和小馬屬於那種喜歡和老師對着幹的學生，不但如此，還在學校裏捉弄老師、敲詐同學，幹了種種被社會視為不正的行為，但是他們卻生活得很自由自在。直到那一天，兩個人終於模糊地找到了自己想要的人生，分別走上了各自選擇的道路踏入了成人世界裏面。但是，成人社會的殘酷終於在兩人面前漸漸地浮現了出來，經過一番喜怒哀樂後，兩個大孩子又回到了曾經的校園裏，那個他們開始的地方，騎着那輛自行車。

## 演員表
- 小馬……金子賢
- 新志……安藤政信
- 導師……森本
- 會長……山谷初男
- 博史……柏谷享助
- 沙知子……大家由佑子
- 幫派中的堂主……寺島進

## 电影原声带
坏孩子的天空的电影原声带由多年来北野武的一贯搭档久石让制作。
| 曲序 | 曲目                | 时长 |
| ---- | ------------------- | ---- |
| 1.   | "Meet Again"        | 5:02 |
| 2.   | "Graduation"        | 1:07 |
| 3.   | "Angel Doll"        | 2:21 |
| 4.   | "Alone"             | 1:15 |
| 5.   | "As a Rival"        | 1:29 |
| 6.   | "Promise... for Us" | 5:08 |
| 7.   | "Next Round"        | 1:28 |
| 8.   | "Destiny"           | 2:18 |
| 9.   | "I Don't Care"      | 2:18 |
| 10.  | "High Spirits"      | 2:03 |
| 11.  | "Defeat"            | 2:29 |
| 12.  | "Break Down"        | 3:46 |
| 13.  | "No Way Out"        | 2:51 |
| 14.  | "The Day After"     | 0:44 |
| 15.  | "Kids Return"       | 4:40 |

## 迴響

### 評價
在上映時，《壞孩子的天空》是北野武在他的祖國裡最成功的電影，在此之前，日本對他電影的熱情明顯不如國際觀眾。 爛番茄根據5條評論，持有100%的新鮮度，均分7.8/10，觀眾投票獲得88%的分數。大衛·伍德（David Wood）為英國廣播公司撰稿，稱這是「一部溫柔、有趣和憂鬱的電影，這將是繼菊次郎之夏後，能為狂熱的崇拜者帶來樂趣的東西。」他給了這部電影4顆星（滿分5星）。

### 奖项与提名
在1997年的日本電影學院獎上，《壞孩子的天空》獲得了兩個獎項，一個提名。
| 獎項           | 類別     | 入圍者 | 結果 |
| -------------- | -------- | ------ | ---- |
| 日本電影學院獎 |          |        |      |
| 年度新人       | 安藤政信 | 獲獎   |      |
| 年度新人       | 金子賢   | 獲獎   |      |
| 最佳音樂       | 久石讓   | 提名   |      |
| 藍絲帶獎       |          |        |      |
| 最佳新人男主角 | 安藤政信 | 獲獎   |      |
| 橫濱電影節     |          |        |      |
| 最佳影片       | 北野武   | 獲獎   |      |
| 最佳新人       | 安藤政信 | 獲獎   |      |
| 最佳男配角     | 石橋凌   | 獲獎   |      |
| 最佳攝影       | 柳島克己 | 獲獎   |      |

## 續集
2013年，電影《壞孩子的天空：再會之時》的續集上映，由原作助理導演清水浩執導。故事發生在原作的十年後，講述了年長的新志（平岡祐太飾）和小馬（三浦貴大飾）的故事。他們兩人在拳擊和犯罪失敗後分別相遇，他們共同努力改善自己的處境。這部電影是在北野的最少投入下創作的。

## 外部連結
- 北野事務所官方介紹（日語）
- 互联网电影数据库（IMDb）上《壞孩子的天空》的资料（英文）
- 豆瓣电影上《坏孩子的天空》的資料 （简体中文）
- AllMovie上《Kids Return》的资料（英文）